# Locustella kashmirensis
El zarzalero de Cachemira (Locustella kashmirensis) es una especie de ave paseriforme de la familia Locustellidae endémica del Himalaya noroccidental. Anteriormente se consideraba una subespecie del zarzalero moteado.